# Stephanie Labbé
Stephanie Labbé (Edmonton, 10 de outubro de 1986) é uma futebolista canadense que atua como goleira. Atualmente joga pelo FC Rosengård.

## Carreira

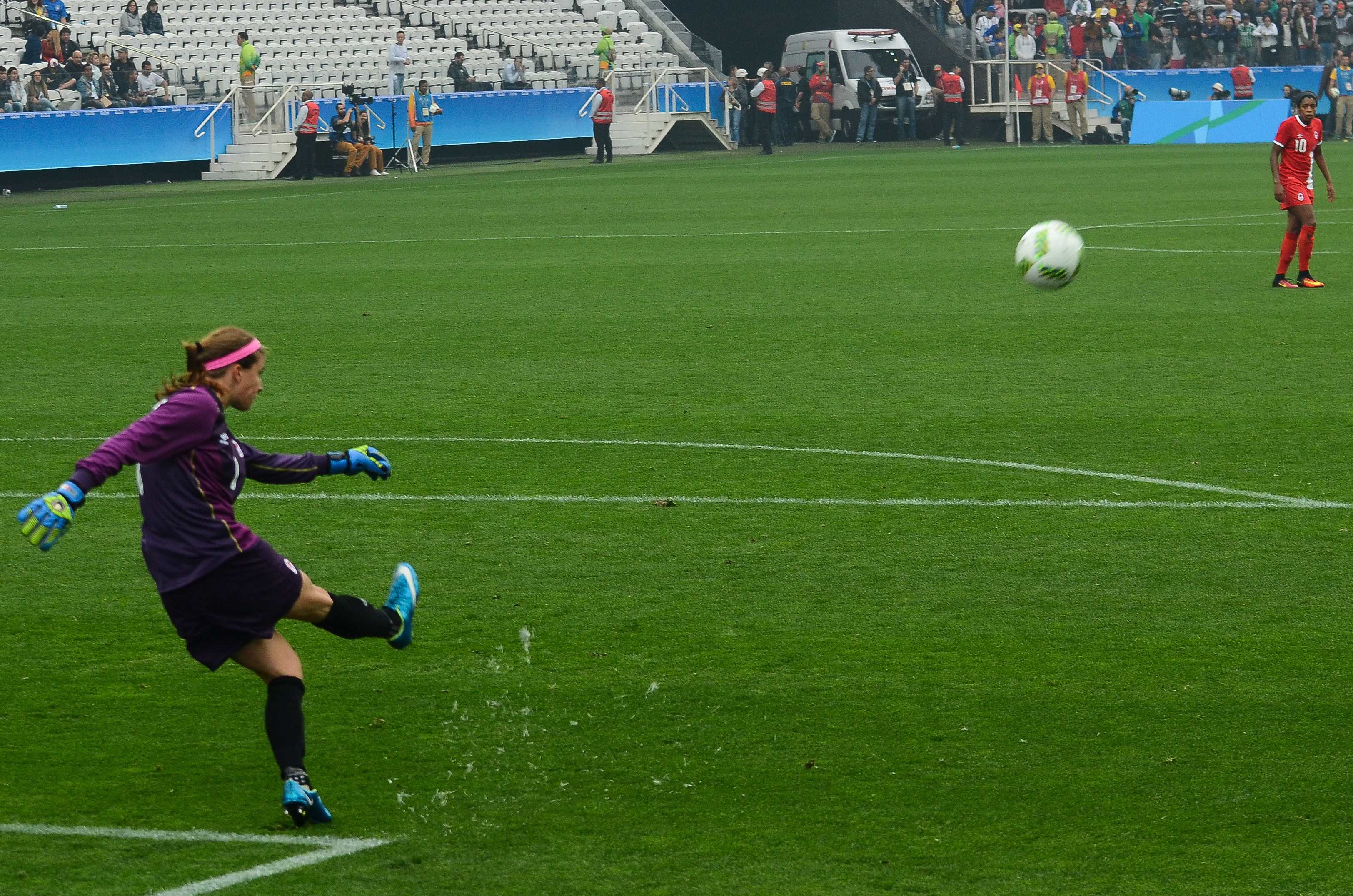
Defendendo a seleção olímpica canadense na Olimpíada 2016, em São Paulo, contra a seleção australiana

Fez parte da equipe feminina do Canadá para a Copa do Mundo de Futebol Feminino de 2011 que foi disputada na Alemanha e na Copa do Mundo de Futebol Feminino de 2015, no Canadá.
Em 2016, foi contratada pelo Washington Spirit, dos Estados Unidos.
Nos Jogos Olímpicos do Rio de Janeiro, conquistou a medalha de bronze ao vencer o Brasil por 2 a 1, na Arena Corinthians.
Nos Jogos Olímpicos do Tóquio, conquistou a inédita medalha de ouro após vencer a Suécia nos pênaltis.

## Títulos
North Carolina Courage
- National Women's Soccer League: 2019
- NWSL Shield: 2019

Seleção Canadense
- Jogos Olímpicos: medalha de ouro (Tóquio 2020)
- Jogos Olímpicos: medalha de bronze (Rio 2016)
- Jogos Pan-Americanos: medalha de prata (Santo Domingo 2003)
- Torneio Internacional Cidade de São Paulo: 2010
- Campeonato Feminino da CONCACAF: 2010